# 日向 (飛行船)
日向（ひゅうが）は、日本の宮崎大学気球部が製作した熱飛行船。初の日本製熱飛行船とされる。

## 概要
宮崎大学工学部技術研究会気球部は、鏡山英二研究生が主導する形で1978年（昭和53年）より熱飛行船製作の試みを開始した。水モデルによる試験を経て、1978年9月には全長10 m、気嚢の容積84 m3、無人の試作第1号機を製作。続いて、有人の第2号機である「日向」の製作に着手した。製作費約200万円をアルバイトで賄いつつ作業を進め、1980年（昭和55年）3月25日には、完成した機体による都城盆地での初飛行に漕ぎ着けている。初飛行では鏡山研究生と宮大4年生の牧坂紀保の2名が乗員となり、高城町桜木を離陸地点として、高度150 mで大淀川上流までを2往復、計6 kmを飛行した。
機体は熱飛行船の中でもプレッシャー（加圧）タイプに分類されるもので、気嚢はナイロン布張り。方向舵などの尾翼を備える。浮力源はLPGバーナーで、ゴンドラにはバーナー用として容量20 kgのガスボンベ2本を搭載する。推力は、自動車のものを転用したエンジンでファン（プロペラ）を駆動させて得る。鏡山研究生らは「日向」を実用機製作に必要なデータを収集するための実験機と位置づけており、速力・航続性能・高度などの目標は高いものではなかった。ただし、後年の日本気球連盟からは、製作当時の熱飛行船としては世界的なレベルに達していたと評されている。
「日向」初飛行当時の宮大気球部は、鏡山研究生らの方針によって日本気球連盟とは距離を置いて活動しており「日向」も日本気球連盟には未登録だったが、後に日本気球連盟の登録番号「JA-A-0118」を取得している。なお、「日向」は熱飛行船ではあるが、登録上は飛行船ではなく国際航空連盟（FAI）の分類におけるAX（熱気球）と見なされている。

## 諸元
出典：「熱飛行船（試作機2人乗り）ふわり！！」 27,28頁。
- 全長：31.0 m
- 最大直径：12.4 m
- 気嚢容積：2,368 m3
- 全重量：580 kg
- エンジン：自動車エンジン
- 最大速度：30 km/h
- 巡航速度：20 km/h
- 乗員：2名